# Robert Sears
Robert Sears (n. 30 noiembrie 1884, Portland, Oregon, SUA – d. 9 ianuarie 1979, Atlanta, Georgia, SUA) a fost un scrimer ce a reprezentat Statele Unite ale Americii, medaliat olimpic. A participat la o ediție a Jocurilor Olimpice (1920) în care a câștigat o medalie de bronz.

## Participări
Lista de mai jos prezintă principalele competiții la care a participat Robert Sears de-a lungul carierei.
- fencing at the 1920 Summer Olympics – men's team foil[*]